# 1977 في بيرو
فيما يلي قوائم الأحداث التي وقعت خلال عام 1977 في بيرو.

## رياضة
- 1 يناير – بطولة أمريكا الجنوبية لكرة الطائرة للرجال 1977
- 1 يناير – كوبا بيرو 1977 الفائز نادي أتليتيكو تورينو [الإنجليزية]‏.

## مواليد

### مارس
- 5 مارس – دانيال ألاركون
- 16 مارس – إسماعيل لا روزا

### أبريل
- 15 أبريل – هيروشي يتا لاعب كرة قدم ياباني.
- 20 أبريل – بيترو سيبيل ممثل بيروفي.

### مايو
- 8 مايو – خوان لونا لاعب كرة قدم بيروفي.

### يونيو
- 9 يونيو – ميغيل هورتاس لاعب كرة قدم بيروفي.

### يوليو
- 28 يوليو – هوغو كاستيلو لاعب كرة قدم بيروفي.

### أغسطس
- 8 أغسطس – رامون رودريغيز لاعب كرة قدم بيروفي.

### أكتوبر
- 12 أكتوبر – سيدني غوزمان مصارع هاوي بيروفي.

### نوفمبر
- 22 نوفمبر – سانتياغو أكاسيتي لاعب كرة قدم إسباني.

### ديسمبر
- 2 ديسمبر – روبرت غارسيا سياسي من الولايات المتحدة الأمريكية.
- 20 ديسمبر – لويس دانيال هرنانديز لاعب كرة قدم بيروفي.

## وفيات

### يناير
- 1 يناير – راؤول تشابيل (مواليد 1911) لاعب كرة قدم بيروفي.

### ديسمبر
- 19 ديسمبر – خورخي باردون (مواليد 1905) لاعب كرة قدم بيروفي.
- 24 ديسمبر – خوان فيلاسكو ألفارادو (مواليد 1910)